# Clinton McDonald
Clinton McDonald (Jacksonville, 6 gennaio 1987) è un ex giocatore di football americano statunitense che ha militato nel ruolo di defensive tackle nella National Football League. Fu scelto dai Cincinnati Bengals nel corso del settimo giro del Draft NFL 2009. Al college ha giocato a football a Memphis.

## Carriera professionistica

### Cincinnati Bengals
McDonald fu scelto come 249º assoluto del Draft 2009 dai Cincinnati Bengals. Nella sua stagione di debutto non mise mai piede sul campo di gioco ma giocò con la squadra di allenamento. Debuttò nella lega nella stagione 2010 giocando 8 partite, nessuna delle quali da titolare, totalizzando 4 tackle.

### Seattle Seahawks
Il 29 agosto 2011, McDonald passò ai Seattle Seahawks in cambio dell'ex scelta del primo giro Kelly Jennings. A Seattle, McDonald riuscì a giocare con maggior frequenza. Disputò tutte le gare della stagione tranne una, mettendo a segno 35 tackle, 6 dei quali nella stessa partita contro gli Atlanta Falcons il 2 ottobre 2011. Nella stagione 2012 giocò 14 partite, nessuna delle quali come titolare, facendo registrare 25 tackle e un passaggio deviato.
Nella settimana 3 della stagione 2013 contro i Jacksonville Jaguars, McDonald mise a segno i suoi primi 1,5 sack in carriera. Con un altro sack nella vittoria della settimana 7 sugli Arizona Cardinals arrivò a quota 3,5 in stagione. Il primo intercetto in carriera invece lo fece registrare nella vittoria della settimana 11 sui Minnesota Vikings ai danni di Matt Cassel, oltre a recuperare un fumble forzato dal compagno Cliff Avril a inizio gara.
Il 2 febbraio 2014, nel Super Bowl XLVIII contro i Denver Broncos, Seattle dominò dall'inizio alla fine della partita, vincendo per 43-8. McDonald si laureò campione NFL mettendo a segno 3 tackle e recuperando un fumble in una gara in cui la difesa di Seattle annullò l'attacco dei Broncos che nella stagione regolare aveva stabilito il record NFL per il maggior numero di punti segnati.

### Tampa Bay Buccaneers
L'11 marzo 2014, McDonald firmò coi Tampa Bay Buccaneers un contratto quadriennale del valore di 12 milioni di dollari.

## Palmarès

### Franchigia
- Super Bowl : 1

Seattle Seahawks: Super Bowl XLVIII
- National Football Conference Championship: 1

Seattle Seahawks: 2013